# Левов, Милан
Милан Левов (макед. Милан Левов; род. 5 апреля 1987) — македонский гандболист, правый крайний клуба «Металург» и сборной Македонии.

## Карьера

### Клубная
Гандболом занимается с 15 лет. Воспитанник клуба «Кавадарци», первый тренер — Трайче Камчев. Выступал за клубы «Кавадарци» и «Вардар», с 2009 года защищает цвета «Металурга».

### В сборной
В сборных разного уровня сыграл 54 встречи.